# Constantin T. Stoika
Constantin T. Stoika (n. 14 februarie 1892, Buzău, România – d. 23 octombrie 1916, Boișoara, Vâlcea, România) a fost un traducător și poet român. 

## Studiile și copilăria
Constantin T. Stoika s-a născut în data de 14 februarie 1892 în orașul Buzău în casele bunicului său matern, cărturarul pașoptist Costache Canella Ciorogârleanu, care pe la 1851, ctitorise prima „schola națiunală”. Tatăl său era ofițerul și ziaristul Titus Ștefan Stoika, originar din Țara Moților, aprigi luptători pentru libertate. Mama sa, Irene Canella-Ciorogârleanu, a avut o influență covârșitoare în educația fiului său, ea fiind cea care i-a călăuzit primii pași în activitatea literară. Constantin T. Stoika a mai avut doi frați, pe Cezar T. Stoika și Titus T. Stoika. Studiile liceale le-a început la Buzău și Brașov și le-a terminat în Pitești. În perioada 1912 - 1916 urmează cursurile Facultății de Litere și Filozofie din București.
Fiind un elev eminent, Constantin s-a remarcat prin entuziasmul și profesionalismul cu care a condus „Societatea literară Gion”, unde prezenta versuri proprii sau traduceri, portrete literare sau schițe care lăsau să se întrevadă un talent care se disipa într-o multitudine de direcții. În acest sens, Paul Papadopol îl caracterizează astfel: 
„...Încă de pe băncile liceului din Pitești el se remarcase ca un poet original, ca un traducător înnăscut, ca portretist și critic literar, ca director de revistă, dar mai ales în calitate de harnic colaborator al revistelor cardinale ale timpului: Noua revistă română, Neamul românesc literar, Viața nouă, conduse de Constantin Rădulescu-Motru, Nicolae Iorga, Ovid Densusianu, care, fiecare în felul lui, au contribuit în largă măsură la limpezirea și definitivarea acestui vijelios talent literar.”—Paul Papadopol

## Debut literar
Constantin T. Stoika a debutat cu versuri la revista „Curierul liceului" din Ploiești în anul 1909 și a continuat să publice aici până în anul 1912. Pe perioada în care a urmat cursurile liceale înființează revista „Tinerimea literară și artistică" din Pitești care are o perioadă de existență de doi ani, 1909 - 1910, în total 7 numere. În aceasta, redactează și publică împreună cu Cezar T. Stoika, poezii, articole literare și proză sub pseudonimul Delaziliște, pseudonim folosit și la placheta operei de debut „Licăriri" din anul 1910. Pseudonimul Delaziliște a fost dedicat mamei sale Irene. Pe lângă acest pseudonim a mai folosit și psudonimele: Sapiens, Amor, Tartar, Costo, Mocado, Tarmes, Ego  și Troedo.
Versurile publicate în opera sa de debut erau „străbătute de o nostalgie prematură, de voluptatea singurătății și a visării”, evidență de care chiar autorul era conștient considerându-le „niște fructe care mai trebuiau lăsate să se coacă”.

## Activitatea literară
În perioada studenției din București, Constantin T. Stoika colaborează cu mare succes la numeroase reviste literare și culturale, cum au fost: „Ramuri", „Simbolul", „Săptămâna politică și culturală", „Vieața nouă", „Noua revistă română", Văpaia", „Rampa",  „Versuri și proză", „Flacăra" etc. În coloanele publicației „Neamul românesc literar” a tipărit, într-un număr dublu, o poezie originală Niobea și Loto,  inspirată din mitologia greacă. În perioada 1 februarie 1915 - 1 august 1915 devine redactor al revistei „Poezia", unde publică la secțiunea denumită „Ecuații", pe lângă versuri, analize după scrierile lui Gala Galaction, Mihai Codreanu, Panait Cerna și Dimitrie Anghel, precum și despre Ovid Densusianu care i-a fost profesor. Ovid Densusianu l-a remarcat, l-a sprijinit și încurajat și l-a făcut membru al cenaclului literar de pe lângă revista „Vieața nouă", unde era director. În această revistă și-a publicat Constantin Stoika cea mai mare parte a creaților sale.
Fiind un promotor al modernismului, Constantin T. Stoika avea crezul că „poezia nouă" supusă simbolismului, aduce prin disecarea lirismului o mai mare energizare a creativității și un plus de cunoaștere, fapt ce o face sa fie aptă să facă din vers „o apoteoză a vieții".
Constantin Stoika a tradus din versurile poeților latini Titus Lucretius Carus, Publius Vergilius Maro, Quintus Horatius Flaccus, Pindar, din versurile poeților simboliști francezi Charles Baudelaire, Paul Verlaine și Joséphin Péladan. Din opera celui din urmă a publicat tragedia în trei acte „Oedip și Sfinxul” în revista „Vieața nouă", în anul 1914. Alexandru Macedonski menționa cu această ocazie că poetul Constantin T. Stoika „a deșirat unele după altele mărgăritarele și pietrele scumpe ale propriei tinereți, îmbătată de armonii și de tot ce este mai înălțător”. Tot în 1914, împreună cu Perpessicius obține Premiul Hillel pentru traducerea poemului „de rerum natura” de Titus Lucretius Carus.
În evoluția literară a lui Constantin T. Stoika, un rol decisiv l-a avut revista literară „Poezia” pe care a editat-o în perioada 1914 - 1915 cu sprijinul unor prieteni. Această revistă i-a oferit oportunitatea să se manifeste ca publicist, redactor, traducător, poet și critic literar. Constantin a reușit să editeze doar două numere (în cinci fascicule) într-un mic spațiu unde locuia în strada Amzei nr.11. Aici era declarat oficial sediul redacției revistei „Poezia” și tot aici a pregătit pentru tipar poezii, nuvele, fragmente din piese de teatru, povestiri, cronici literare,eseuri, comentarii despre artă, filozofie, muzică. Colaboratorii săi în paginile revistei erau George Murnu, Ion Alexandru George, Duiliu Zamfirescu, Arhim Scriban, Ovid Densusianu, Simion Mehedinți, Gala Galaction, Mihail Sorbul, Mihail Dragomirescu la care se adăugau alții mai tineri ca: Victor Eftimiu și Mihail Săvulescu.

## Activitate militară
Din 1913 își începuse și cariera ostășească, urmând cursurile Școlii Militare de Artilerie, Geniu și Marină, apoi fiind concentrat, cu scurte pauze, care i-au îngăduit să termine facultatea. A participat ca sublocotenent la luptele din Transilvania (august-octombrie 1916). A fost înregimentat în cadrele Regimentului 1 de grăniceri la baza sa din localitatea Câineni. Când a plecat din București spre garnizoană i-a scris lui Ovid Densusianu:
„Plec fără nici o șovăire. Am impresia ciudată că plec într-o lume cu mult mai bună. Dumneavoastră, care poate ați găsit și la mine un suflet tânăr și revărsat spre viață, nu uitați că îl duc cu mine și acolo fără ca la rându-mi să înstrăinez ceva din sentimentele mele... Ce credeți, mii și mii de oameni. Aici, în plin pitoresc de munți, de jur împrejur e atât de frumos. Brazii înfipți cu îndârjire în stâncile înalte simbolizează parcă mândria noastră a tuturor - neînvinsă… Soldații sunt nemulțumiți; nu se mai gândesc la vetre, ca și când aici în munți s-ar fi născut. Ce bine întregescu cadrul acești soldați-grăniceri, poeți ai munților și ai hotarelor. Acum încep să prind din măreția misiunii noastre”
Ca răspuns, Șerban Cioculescu nota: „Rețineți vă rog această splendidă formulă lirică prin care poetul erou definea una dintre armele glorioasei noatre armate – pe grăniceri: poeți ai munților și ai hotarelor”.
Entuziasmul și curajul său în luptă a fost menționat de către Alexandru Macedonski:
„Eroicul copil! Șefii lui se încearcă zadarnic sa-l călăuzească spre mai multă prudență… Unde răpăiesc gloanțele mitralierelor și puștilor mai puternic, acolo este și Costel Stoika. Unde obuzele încep să izbucnească din orice parte și unde vitejii noștri soldați cad secerați împrejuru-i, acolo se află și Costel Stoika, acolo unde rânjește moartea și unde primejdia e mai mare…”
A murit pe un munții din nordul Văii Oltului la data de 23 octombrie 1916, în urma unui bombardament de artilerie. A fost multiplu decorat post-mortem. Constantin T. Stoika a fost înmormântat pe o colină la marginea satului Boișoara. 

### Varia
Irene, mama sa a primit post-mortem ultima scrisoare trimisă de către Constantin de pe frontul de luptă. Ea conținea următoarele rânduri:
„Iubită mamă,… Eu sunt la 500 m de inamic… până acum am scăpat de cinci ori de la moarte sigură. Tu nu fi îngrijorată. Ce este un ins în masa națiunii întregi?… Voi rămâne deci până la altă ipostază a sorții aici lângă tunuri și mitraliere și poezia și arta pentru care mi-am sacrificat tinerețea întreagă mă vor învăța să mor mai frumos și mai demn… Fii deci liniștită. Când nu ți-oi mai scrie să știi că nu mai sunt. Atunci numai să mă plângi. Și să plângi în mine nu numai pe copilul tău, ci și munca ce am încordat-o 23 de ani și idealul neîmplinit pe care îl port în suflet. Să-mi strângi atunci cărțile și manuscriptele și să le încredințezi pe acestea din urmă d-lui Densusianu, rugându-l a le tipări… Lângă el m-am învățat a cunoaște frumosul și am iubit în el știința și pe artistul desăvârșit… Inima mă doare scriindu-ți aceste rânduri din urmă...”—Constantin T. Stoika - Însemnări din zilele de luptă

## Valorificarea literară
Din declarațiile fratelui său Cezar T. Stoika, o mulțime de manuscrise rămase după moartea poetului cum ar fi piesele de teatru neterminate „Floarea cimitirului”, „Azemia” și piesa inspirată din tragedia lui Dimitrie Anghel, „Pentru o femeie”, precum și studii și critică literară, poezii, strofe răzlețe și antologia traducerilor din poezia latină, au fost distruse în timpul ocupației germane a Bucureștiului.